# Casa real y bosque del Abrojo
La casa o cuarto real y bosque del Abrojo fue una residencia real española con origen en el siglo XV surgida en la inmediatez del real monasterio franciscano de Scala Dei. Hoy sólo se conservan algunos restos.

## Historia
El origen de esta casa real se encuentra en la existencia en estos parajes de un monasterio franciscano fundado en 1415 por San Pedro Regalado y el fray Pedro de Villacreces. Junto a este convento y siguiendo una tradición de la monarquía castellana, en 1492 la reina Isabel I mandó construir una casa o cuarto real junto al convento para retirarse en él. 
Posteriormente Carlos I realizó una serie de mejoras en el mismo, incluyendo una tribuna al altar mayor de la iglesia o pequeñas obras en las cubiertas. Felipe II aun siendo príncipe agranda el recinto de la casa real, mandando rodearlo con una cerca y llegando a encargar a Juan de la Vega las dos portadas de granito del recinto. En el momento de la creación de la Junta Real de Obras y Bosques, se comprende esta casa y bosque en la jurisdicción de la misma.
Felipe III se había alojado en la casa siendo príncipe en 1592, pero paradójicamente parece que no se alojó en la misma durante la capitalidad de Valladolid. En 1600 se entregó la alcaídia del recinto al duque de Lerma.
El 9 de abril de 1624 a casa sufre un grave incendio que tuvo origen en el convento adosado.
Felipe IV, que es patrono único del convento, manda la reconstrucción del mismo que culminaría dos años después, habiéndose seguido las trazas de un carmelita descalzo, apuntando algunos autores al célebre fray Alberto de la Madre de Dios. En el caso de la casa real la reconstrucción dio comienzo en 1631 y supondría más bien una mera reparación del mismo.
En 1757 se describe su mal estado y finalmente en 1777 se produce un segundo incendio aprobándose de nuevo la reparación de los daños producidos en el mismo. Todo indica a que no se produjo la venta de la propiedad por resultar de interés el rendimiento económico del bosque. 
En 1828 se registra la última visita real a la casa, la de Fernando VII y su esposa María Josefa Amalia de Sajonia.
En 1842, a resultas de la desamortización, el convento es vendido y la casa real continua su degradación. 
A resultas de la ley de 12 de mayo de 1865, el Real Patrimonio intenta la venta de la casa real y el bosque, tasándose en 91.460 escudos. En 1872, se continúa intentando vender.
Actualmente solo se conserva parte de la casa real y una de las dos puertas monumentales  de la cerca que existieron.

## Descripción
El recinto cercado se componía de unas 70 hectáreas de forma más o menos rectangular y rodeada de una cerca de unos doce pies de altura construida en 1556. Al sur del rectángulo se encontraba el río Duero.
La casa real se encontraba en el ángulo suroccidental del bosque, encontrándose a su oeste el convento y su huerta y ribera de unas nueve hectáreas, separadas del bosque real. Se trataba de un edificio de ladrillo con elementos heterogéneos, algunos de ellos se conservan todavía como dos jambas coronadas con un dintel con el escudo de los Reyes Católicos que se inserta en una facha de seis ventanas. Estos restos se encuentran en la parte occidental del recinto.
Se conserva una puerta del recinto, almenada y con un escudo de los Reyes Católicos.